# Grab (компания)
Grab (так же известна как GrabTaxi) —  это малайзийская компания, предоставляющая такси и логистические услуги через свое приложение в Сингапуре и соседних странах — Малайзии, Индонезии, Филиппинах, Вьетнаме, Таиланде, Мьянме и в Камбодже.  В июле 2017 года число водителей, зарегистрированных в сети Grab, составило более 1 000 000, само приложение было загружено более чем на 45 миллионов мобильных устройств Юго-Восточной Азии.

## История
Первоначально фирма была создана в 2012 году под названием MyTeksi в Малайзии, GrabTaxi — это приложение бронирования такси, направленное на регион Юго-Восточной Азии. Основано выпускниками Гарвардской бизнес-школы Энтони Таном и Таном Лингом. Идея создать GrabTaxi впервые появилась на свет, когда Энтони Тан был студентом бизнес школы Гарварда, когда сокурсник рассказал о том, как сложно вызвать такси в Малайзии. Тан составил бизнес-план для сервис типа Uber, который впоследствии был поддержан инвесторами-ангелами, и подтолкнул младшего из трех братьев выйти из семейного бизнеса, чтобы начать работать над GrabTaxi — мобильным приложением, которое заказывает ближайший доступный автомобиль рядом с пользователем, используя карты и технологии обмена координатами. Тан выдвинул свой бизнес-план на конкурсе бизнес-планов Гарвардского университета 2011 года, где он со своей командой занял второе место, сделав их первой общеазиатской командой, которой это удалось занять столь высокую позицию на данном конкурсе за последние годы.
В 2016ом году Grab добавляет в приложение чат, позволяющий общаться водителю и пассажиру. Данный чат так же переводит сообщения, если водитель и пассажир говорят на разных языках.

### Локализация
GrabTaxi, или MyTeksi (под этим названием компания известна в Малайзии), был официально представлен общественности в июне 2012 года. В августе 2013 компания расширила свою деятельность на Филиппины, позднее, в октябре того же года компания так же начала свою деятельность в Сингапуре и Таиланде.
В 2014ом году GrabTaxi продолжил свой рост и экспансию в новые страны: первый запуск в Хо Ши Мин во Вьетнаме в феврале, а также в Джакарте в Индонезии в июне. В том же году, позже, на Филиппинах GrabTaxi расширится ещё на два других города: Себу в июле и Давао в октябре. Бета-версия приложения запущена в Паттайе, Таиланд, сентябрь 2014.
В мае 2014 компания запускает GrabCar в Малайзии и Сингапуре.
GrabCar служит в качестве альтернативного вида транспорта, который использует автомобили через лицензированных партнеров, что является попыткой преодолеть нехватку общественного транспорта в часы пик. В ноябре 2014 года компания GrabTaxi впервые запустила услугу GrabBike в городе Хошимин в качестве пробной службы.
В феврале 2015 компания запускает GrabCar+ (сервис, который предоставляет доступ к автомобилям премиум-класса) на Филиппинах. В марте того же года компания расширяет свое влияние на город Илоило, который станет 4ым городом на Филиппинах, в котором доступен Grab.
В декабре 2015 Grab представляет GrabShare, сервис, который предоставляет услуги такси и car-sharing (быстрый автомобиль на прокат). 7 февраля 2017 года Grab предоставляет некоторого рода экскурсионные услуги и продает места в экскурсионных бусах, данная услуга на данный момент доступна только для Сингапура, и не доступна в других странах.
В феврале 2017 Управление наземного транспорта (LTA) Сингапура постановило, что частные арендованные автомобили, которые пользовались услугами Uber или Grab, не освобождаются от требований, предъявляемых к детскому креслу. В целях безопасности, все транспортные средства в Сингапуре должны иметь детские сиденья или детские «подголовники» для пассажиров высотой менее 1,35 м.
9 марта 2017 года Grab представила GrabFamily для детей меньше 7ми лет, в котором все машины оборудованы детскими креслами. On 22 March 2017, Grab has launched the simplified flat-fare structure, JustGrab.
С 1 июля 2017 LTA обязала GrabCar, JustGrab и GrabHitch иметь лицензию на профессиональную аренду частного транспортного средства (PDVL). Это произошло потому, что LTA ввели новые правила для частной аренды автомобилей под названием Профессиональное водительское удостоверение (PDVL), закон о котором вступит в силу в июле 2017 года. This is to ensure that commuter’s interest is better protected in particular safety.

### Финансирование
Период становления фирмы сопровождался большим скепсисом. Тан ходил от двери к двери, пытаясь убедить крупнейшие компании, связанные с деятельностью служб такси, попробовать свой продукт. Только пятая фирма, которую он посетил, штат которой насчитывал всего 30 человек, дала ему шанс. Компания развивалась и в течение 12 месяцев получила $90 млн от хедж-фонда Tiger Global, ведущей китайской венчурной фирмы GGV Capital, Vertex Venture Holdings («дочка» фонда национального благосостояния Сингапура Temasek Holdings), и других. В мае 2014 GrabTaxi заявили, что их приложение было загружено 1,2 миллиона раз. Приблизительно в июне 2013 утвердждалось, что делается одно бронирование каждые восемь секунд, или 10 000 в сутки, то есть 16-кратный рост в течение года.
К декабрю 2014 Grab смогли привлечь $250 миллионов долларов от SoftBank Corp, что является крупнейшей инвестицией, когда-либо сделанной в интернет-компанию в юго-восточной Азии, и до сих пор является рекордной публичной суммой такого рода. Суммарные инвестиции компании, полученные за 14 месяцев, составили $340 миллионов долларов. На фоне стремительного роста компании GrabTaxi в Центральном деловом районе Сингапура открыла научно-исследовательский центр, потратив на эти цели 100 миллионов долларов. В течение нескольких лет данный центр будут наняты около 200 инженеров и ученых. Недавно в их команду пришел главный технический директор Вэй Чжу, экс-инженер Facebook и создатель Facebook Connect, который покинул компанию в августе 2015 года. Акцент делается на набор специалистов в области программного обеспечения и «data scientists», которые помогут компании развивать стратегию компании по разработке новых инструментов, смогут расширить функционал приложений и сервисов, а приложений по управлению персоналом. В 2016 году компания откроет новый офис разработчиков в центре Сиэтла который будет служить tech-хабом, для привлечения талантов в США. Компания утверждает, что не собирается запускаться в северной америке.

### Охват
Помимо Сингапура, Grab (GrabTaxi) работает более чем в 50 городах 6 стран (Малайзия, Индонезия, Филиппины, Вьетнам, Таиланд и Мьянма) Юго-Восточной Азии.

## Влияние на отрасль в регионе
Осуществление деятельности GrabTaxi в шести странах сильно встряхнуло отрасль такси всей Юго-Восточной Азии, обеспечивая привлекательные транспортные услуги для технически подкованных групп населения. В Сингапуре GrabTaxi получил большинство голосов в онлайн-опросе, проведенном Сингапурским изданием Straits Times, среди приложений по вызову такси.

## Вопросы регулирования
Возникали различные проблемы, свойственные схожим с GrabTaxi приложениям, однако их было сравнительно не много. Следует заметить, что компания даже получила поддержку Малайзийской комиссии общественного наземного транспорта (SPAD), которая представила общественности GrabTaxi, как способ повышения эффективности работы таксистов в Малайзии. Grab сотрудничает с государственными службами над улучшением имиджа таксистов в городе.

### GrabBike
Производная от GrabTaxi, GrabBike (такси на мотороллерах) в настоящее время доступен в городах Хошимин и Ханой (Вьетнам), в Бангкоке (Таиланд) и в Джакарте (Индонезия). Данные города имеют серьезные проблемы с дорожным трафиком, потому зачастую мотороллер является самым быстрым транспортным средством, в сравнении с другими видами транспорта. Все водители и пассажиры GrabBike дополнительно застрахованы. На Филиппинах GrabBike временно приостанавливает операционную деятельность из-за LTFRB. LTFRB и GrabBike Inc. встретились, чтобы обсудить предупреждение транспортного агентства, что служба GrabBike прекратит свою деятельность, так как она не входит в состав Grab, а также какой-либо другой транспортной сети (TNC), у которой есть аккредитация предоставлять мотороллеры в аренду в качестве услуг такси через мобильное приложение, или какую бы то ни было интернет-платформу. Служба транспорта (DOTr) ещё создает руководства по использованию велосипедов и мотороллеров в качестве публичного такси, пока этот процесс не будет завершен, GrabBike не имеет права функционировать. Согласно LTFRB, любые попытки несоблюдения данной запретной директивы на данный момент должны «строго пресекаться».